# 甘肃米口袋
甘肃米口袋（学名：Gueldenstaedtia gansuensis）为豆科米口袋属下的一个种。其种加词gansuensis，意为“甘肃的”。